# Katwa (Demokratische Republik Kongo)
Katwa ist ein Ort im Osten der Demokratischen Republik Kongo, in der Provinz Nord-Kivu. Katwa liegt etwa zwei Kilometer östlich der Großstadt Butembo und etwa vierzig Kilometer westlich der Grenze zu Uganda. Der Ort war im erheblichen Maße von der Ebolafieber-Epidemie 2018 bis 2020 betroffen. Bis 22. Januar 2019 waren in Katwa 146 Menschen an Ebolafieber erkrankt und 90 verstorben. Am 25. Februar 2019 waren es bereits 242 Erkrankungs- und 184 Todesfälle im Ort.
In der Nacht vom 24. auf den 25. Februar 2019 kam es in Katwa in der Gesundheitszone Butembo zu einem Übergriff gegen das lokale, von Ärzte ohne Grenzen (Médecins Sans Frontières) betriebene Behandlungszentrum. Dieses wurde zunächst mit Steinen angegriffen und dann niedergebrannt und die Einrichtung zerstört. Der Bruder eines Patienten des Zentrums wurde getötet, während er zu fliehen versuchte. Die im Zentrum behandelten vier Patienten mit bestätigter Ebola sowie sechs Verdachtsfälle wurden von Katwa ins Behandlungszentrum Butembo verlegt. Ärzte ohne Grenze stellte daraufhin seine Hilfe in Katwa ein.